# Самтавро
Самтавро (груз. სამთავრო, букв.: удельное княжество) — монархическое государственное образование, возглавляемое мтаваром. Особенно это явление характерно для периода феодальной раздробленности в Грузии с 1490 года.

## История
В средневековой Грузии самтаваро представляло из себя административную территорию мтавара (полунезависимого князя, герцога).
Например: административно-территориальные единицы государственных служащих (Спаспет, Эристави, Спасалари и другие); 
Малые и крупные сеньораты (в VI-VIII веках - Грузинское саэриставство; в VIII-X веках - сахорепископат Кахты, царство гертов, сакурапалато иверов, различные царства и царства; в XIII- XVIII века — Самцхе-Саатабаго, Гурия, Самегрело, Сванетия, Абхазское княжество).
В XV-XVIII веках административные княжества Грузинской монархии (саэриставы), а реже даже феодальные сословия превращались в удельне княжества и государственные княжества (например, саэриставы Одиши, Сванетии, Абхазии, Самцхе-Саатабаго и Арагви).

## Список родов
- Князья Гуриели — владетели Гурии.
- Князья Дадешкелиани (Дадешкилиани) — владетели Сванетии.
- Князья Дадиани (Дадиан, Дадиановы) — первая династия.
- Князья Дадиани — вторая династия. Светлейшие князья Мингрельские и светлейший князь Дадиан-Мингрельский — владетели Мегрелии.
- Князья Джакели — владетели Самцхе-Саатабаго.
- Князья Шервашидзе (Шарвашидзе, Чачба, Шарашия) — владетели Абхазии.